# Winter (dauphin)
Pour les articles homonymes, voir Winter.
Winter, née le 5 octobre 2005 et morte le 11 novembre 2021, est un dauphin femelle de l'aquarium marin de Clearwater (en), à Clearwater en Floride. Elle est largement connue pour avoir été dotée d'une prothèse à la queue.
Winter est trouvée au Mosquito Lagoon en Floride en décembre 2005, prise dans le cordage d'un piège à crabe. Cet accident a abouti à la perte de sa queue par manque de circulation sanguine. Elle est ensuite emmenée à l'aquarium marin de Clearwater. La perte de sa queue l'empêche de nager normalement et en conséquence elle est équipée d'une prothèse de queue en silicone et en plastique grâce à Kevin Caroll (en). Elle vit dans sa piscine avec deux autres dauphins, Hope et PJ.
Elle est le sujet du livre Winter’s Tail: How One Little Dolphin Learned to Swim Again (2009) adapté en film L'Incroyable Histoire de Winter le dauphin (2011), puis présent dans la suite L'Incroyable Histoire de Winter le dauphin 2 (2014). Elle est souvent considérée comme une source d'inspiration pour les enfants et les adultes ayant des handicaps.
Winter meurt le 11 novembre 2021 à l'age de 16 ans, « malgré les efforts déployés pour traiter un trouble gastro-intestinal » — un décès précoce, puisque les grands dauphins peuvent vivre jusqu'à 60 ans.